# 2010 en Polynésie française
Cet article présente les faits marquants de l'année 2010 en Polynésie française.

## Évènements

Polynésie française

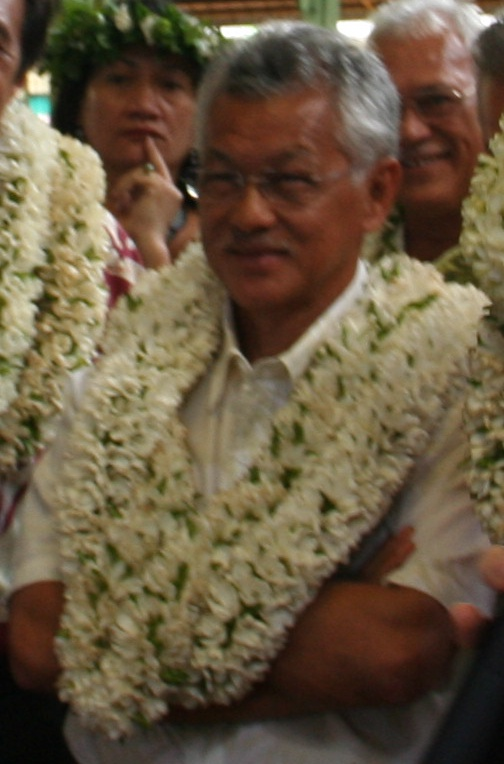
Gaston Tong Sang (juillet 2010)

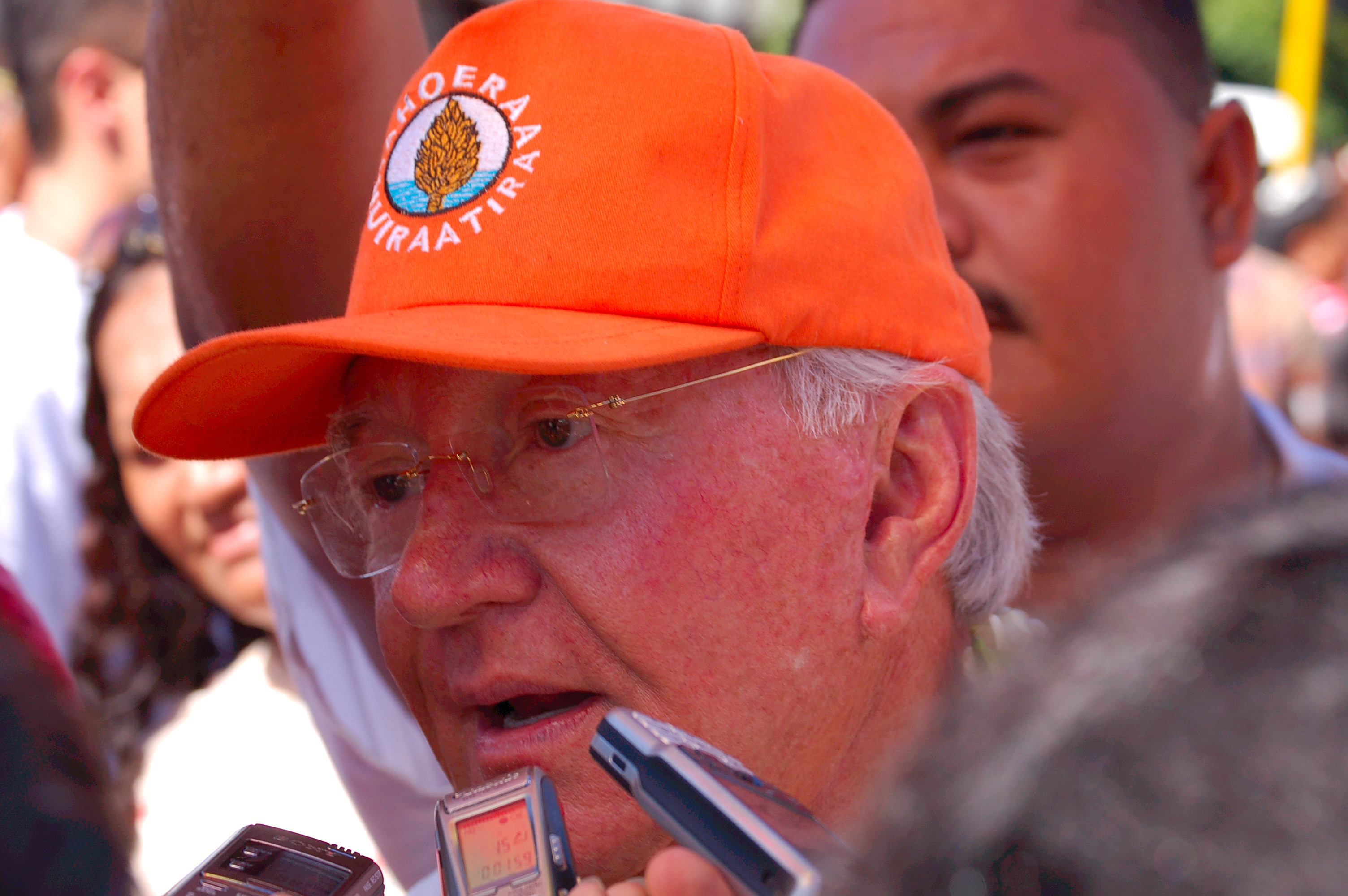
Gaston Flosse (juin 2006)

- Jeudi 4 février 2010, Tahiti : 3 400 personnes résidant en zone côtière de l'île ont été évacuées à cause du cyclone Oli qui a généré des vents forts et une houle de 6 mètres mais n'a pas frappé directement l'île. Seules quelques inondations, quelques toits arrachés et des routes coupées ont été constatés. Aux îles sous le vent, à l'ouest de Tahiti, « plus de 280 maisons ont été détruites, abîmées ou inondées, et une détruite par un incendie électrique ». 6 blessés légers ont été recensés à Raiatea, deux à Maupiti, et un grave à Bora Bora. Le cyclone a continué sa course vers les Îles Australes.

- Jeudi 25 février 2010 : création d'un fonds de secours pour l'Outre-mer qui devrait « permettre rapidement un remboursement forfaitaire des pertes subies par les particuliers et les entreprises » en situation de grande fragilité et de grande précarité après la catastrophe naturelle.

- Samedi 27 février 2010, Îles Marquises : une série de vagues de près de deux mètres a frappé l'archipel à la suite du séisme survenu au large du Chili. Quelques bateaux ont été légèrement endommagés. La mer s'est, par endroits, retirée de 15 mètres entre deux vagues, provoquant des tourbillons.

- Vendredi 5 mars 2010, Tahiti : deux jours de pluies importantes ont provoqué la crue de nombreuses rivières jeudi et vendredi, conduisant les autorités à déplacer des dizaines de familles. Une deuxième vague de pluie est annoncée. Météo-France a relevé 200 millimètres de précipitations en 48 heures, ce qui correspond habituellement à un mois de pluies, et des rafales de vent atteignant 80 km/h. D'autres îles proches de Tahiti, comme Moorea et Huahine, ont aussi été affectées par ces précipitations abondantes.

- Jeudi 18 mars 2010 : la ministre de l'Outre-Mer, Marie-Luce Penchard, annonce une aide de 10 millions d'euros, soit 120 millions de francs CFP, pour reconstruire les logements détruits par le passage du cyclone « Oli », qui a dévasté début février la Polynésie française.

- Mercredi 31 mars 2010, Tahiti : un mouvement de grève d'une partie du personnel de la société qui gère l'aéroport de Tahiti-Faa'a, empêche les gros porteurs de décoller ou d'atterrir en Polynésie française depuis la veille. Ces personnels s'inquiètent de leur avenir, car la concession aéroportuaire va être confiée à une autre société, Aéroports de Tahiti, à partir du 1er avril.

- Mercredi 7 avril 2010 : l'Assemblée de la Polynésie vote par 49 voix sur 57 la déchéance du son président Gaston Tong Sang.

- Jeudi 8 avril 2010 : le président déchu de l'Assemblée de la Polynésie, Gaston Tong Sang, n'est pas parvenu à former une nouvelle majorité autour de Gaston Flosse (sénateur DVD, ex-UMP dont l'alliance autonomiste avait proposé la candidature. Douze gouvernements se sont succédé en Polynésie depuis 2004, souvent en raison des changements d'alliances à l'Assemblée.

- Vendredi 8 avril 2010 :  Oscar Temaru (« Tavini Huiraatira », indépendantiste) est élu au troisième tour président de l'Assemblée de la Polynésie par 30 voix contre 20 à Jean-Christophe Bouissou (« Ia Ora te Fenua », autonomiste) et 7 bulletins blancs. Le président sortant, Gaston Tong Sang, demande la dissolution de l'assemblée territoriale à Nicolas Sarkozy et une élection anticipée. La ministre de l'Outre-mer, Marie-Luce Penchard, compte déposer, avant fin 2010, une nouvelle loi organique statutaire pour la Polynésie française cherchant à ramener la stabilité qui fait défaut à cette collectivité d'outre-mer depuis 2004. Une réforme du mode de scrutin avec rétablissement de la prime majoritaire a été annoncée[1].

- Mardi 18 mai 2010, Tahiti : le violeur et meurtrier d'une jeune fille de 15 ans est confondu 25 ans après son méfait grâce à l'analyse génétique des traces trouvées sur les vêtements de sa victime. Il s'agit d'un ancien membre de la police locale[2].

- Jeudi 20 mai 2010 : le sénateur Gaston Flosse (DVD), ancien président de la Polynésie française, est à nouveau mis en examen par le juge d'instruction Philippe Stelmach à l'issue d'une audition de près de deux heures. En 2005, son adversaire, Oscar Temaru, figure indépendantiste, avait porté plainte en estimant avoir fait l'objet de surveillance de la part du « service études et documentation », une officine discrète de renseignements au service du président de la Polynésie. Gaston Flosse est impliqué dans plusieurs affaires judiciaires[3].

- Vendredi 26 mai 2010 : le vice-président de la Polynésie, Édouard Fritch est relâché après 44 heures d'audition dans le cadre d'une enquête sur une affaire de corruption. Il est soupçonné d'avoir une responsabilité dans la chute du gouvernement d'Oscar Temaru en octobre 2004 grâce à la corruption de l'élu indépendantiste, Noa Tetuanui, contre 500 000 francs pacifiques (4 200 euros) et des billets d'avion pour la métropole. Dans cette affaire, Gaston Flosse et Noa Tetuanui sont mis en examen. Lors des auditions, Édouard Fritch a aussi été entendu dans l'affaire de  la régie publicitaire de l'annuaire téléphonique de la Polynésie (OPT)[4].

- Vendredi 4 juin 2010 : des préavis de grève ont été déposés « dans 700 à 800 entreprises » à l'appel du « Collectif pour la paix », qui regroupe 11 des plus importants syndicats locaux, dont ceux de la fonction publique. Si les négociations n'aboutissent pas, cette grève générale prendra effet le jeudi 10 juin à 0 h 00, pendant les épreuves du baccalauréat. Selon le collectif, « nous avons perdu plus de 9 000 emplois en deux ans, l'économie est en train de s'effondrer, il y aura bientôt 70 000 Polynésiens en dessous du seuil de pauvreté […] L'État réduit leurs pensions de retraite aux fonctionnaires, qui assurent 71 % du PIB, l'armée s'en va : la France est en train de se désintéresser financièrement de la Polynésie ». Les deux principales organisations patronales, le CEPF et la Confédération générale des petites et moyennes entreprises, ont dit comprendre les inquiétudes des salariés, mais ne soutiennent pas le mouvement de grève[5].

- Mardi 8 juin 2010 : début de la grève des employés de l'aéroport international Tahiti Faa'a bloqué par une poignée de pompiers employés de la société Aéroport de Tahiti qui refusent de se plier aux réquisitions.

- Jeudi 10 juin 2010 : la gendarmerie est à la recherche d'un père de famille récemment divorcé et de ses deux enfants de 3 ans et 18 mois, disparus depuis le vendredi 4 juin, à bord d'un voilier. Trois pêcheurs affirment avoir le bateau de 38 pieds sombrer au large de Moorea[6].

- Samedi 12 juin 2010, Tahiti : quelque 3 500 passagers en attente d'un vol sont bloqués au troisième jour de la grève générale. Les syndicats perturbent le trafic intérieur et bloque complètement le trafic international. Le blocage de l'aéroport est dû à la grève d'une dizaine de pompiers qui ont refusé d'obéir à une réquisition du Haut-commissaire de la République leur demandant d'assurer la sécurité des vols, comme le prévoit leur statut.

- Lundi 14 juin 2010, Tahiti :
  - Reprise dans la soirée du trafic aérien à la suite de l'accord de sortie de crise signé la veille avec le principal syndicat des grévistes. Quelque 4 500 passagers étaient bloqué à l'aéroport international Tahiti Faa'a. Les passagers étrangers à la Polynésie française seront prioritaires dans la résorption du trafic, qui devrait prendre plusieurs jours.
  - Sur l'île, la grève générale était peu suivi mais  les syndicats ont réussi à bloquer certains points stratégiques comme le Trésor public, la Caisse de prévoyance sociale, la zone industrielle de Motu Uta, qui abrite les réserves d'hydrocarbures et sert d'entrepôt aux camions-poubelles. Le déchargement des conteneurs et l'hôpital[7].

- Mercredi 8 septembre 2010 : remise du rapport de mission du conseiller d'État, Jacques Barthélemy, dépêché fin mai à Tahiti par la ministre de l'Outre-mer, Marie-Luce Penchard, pour tenter de restaurer une stabilité politique en Polynésie française. Ce rapport évoque « un référendum d'autodétermination d'ici 15-20 ans » comme ultime recours, si la future loi organique de la fin de l'année 2010 ne réussissait pas à « stabiliser » les institutions polynésiennes alors que neuf présidents se sont succédé depuis juin 2004, au gré des renversements d'alliances. À l'imitation de la Nouvelle-Calédonie, le rapport prône la négociation d'« accords de Polynésie » pour la partie politique et « des projets économiques structurants pour aider au renouveau du tourisme, de l'agriculture, de la perliculture, de l'aquaculture »[8].

- Jeudi 28 octobre 2010 : le sénateur (DVD) Gaston Flosse est condamné, pour obstacle à l'exercice des pouvoirs attribués aux magistrats et rapporteurs de la Chambre Territoriale des Comptes, à 1,5 million de francs Pacifique (12 570 euros) d'amende par la Cour d'appel de Papeete, dans l'affaire dite des « RG de la Présidence ». Sous la présidence de Gaston Flosse, le SED avait procédé à des filatures et à des écoutes téléphoniques, notamment de personnalités politiques[9].

- Samedi 6 novembre 2010, Tahiti : la direction de L'hôpital du Taaone annonce que le nouveau centre hospitalier qui a ouvert le mois dernier est touchée par la bactérie légionelle retrouvée en début de semaine dans certaines conduites d'eau[10].